# Забранени игри
„Забранени игри“ (на френски: Jeux interdits) е френски филм от 1952 година, военна драма на режисьора Рене Клеман по негов сценарий в съавторство с Жан Оранш, Франсоа Боайе и Пиер Бост, базиран на едноименния роман на Боайе. Главните роли се изпълняват от Брижит Фосе, Жорж Пужули, Лоранс Бади, Люсиен Юбер.

## Сюжет
Внимание:  Текстът по-долу разкрива сюжета на произведението (или части от него)!
В центъра на сюжета е дете, чиито родители са убити пред очите му в паниката при евакуацията на Париж през 1940 година, след което е прибрано от местно селско семейство и, заедно със свой малко по-голям приятел, създава гробище за дребни животни в изоставена сграда.

## Награди и номинации
„Забранени игри“ получава наградите „Оскар“ за чуждоезичен филм, наградата на БАФТА за най-добър филм и „Златен лъв“.